# Matteo Pertsch
Matteo Pertsch in tedesco Matthäus Pertsch (Buchhorn, 1769 – Trieste, 11 aprile 1834) è stato un architetto austriaco molto attivo a Trieste nei primi decenni dell'Ottocento.

## Biografia e opere
Matteo Pertsch nacque nel 1769 (1770 o 1774, secondo altre fonti) a Buchhorn sul Lago di Costanza da una famiglia di origine tedesca e lasciò la sua patria nel 1790 per frequentare l'Accademia di Belle Arti di Brera a Milano. Nello stesso periodo era attivo nel capoluogo lombardo il maggior maestro del Neoclassicismo italiano, Giuseppe Piermarini (professore a Brera tra il 1774 e il 1799 e architetto del Teatro alla Scala di Milano) e la sua lezione lasciò sicuramente un'impronta profonda sul giovane Pertsch.
Nel 1794 Matteo vinse il Primo Premio d'Architettura nel concorso dell'Accademia Ducale di Belle Arti di Parma con un progetto per una Zecca Reale. Le speranze d'essere assunto all'Accademia milanese svanirono con l'occupazione francese di Milano e Pertsch fu costretto a riparare a Bergamo.
Arrivò a Trieste chiamato «per erigere la grandiosa sua fabbrica sul Canal Grande» dal greco Demetrio Carciotti, commerciante stabilitosi a Trieste nel 1775.  La fiorente attività triestina di Pertsch cominciò, quindi, nel 1798 come Privat-Architekt con un lavoro decisamente importante:  nello stesso anno l'architetto presentò i disegni per quella che sarà considerata da Giuseppe Righetti «l'opera più bella di Pertsch, più maestosa, più grande […] la grande casa, o vogliamo dire palazzo di Demetrio Carciotti, ricco e generoso negoziante greco.[…] il suo prospetto verso il mare, rimane tuttora [1865 N.d.A.] l'unica opera architettonica d'un privato, rimarchevole per sontuosità, per bellezza, per ricchezza e pel movimento ed effetto prospettivo che trovasi in Trieste, la quale facciata giustamente fece dare al tutto il pomposo nome di palazzo».

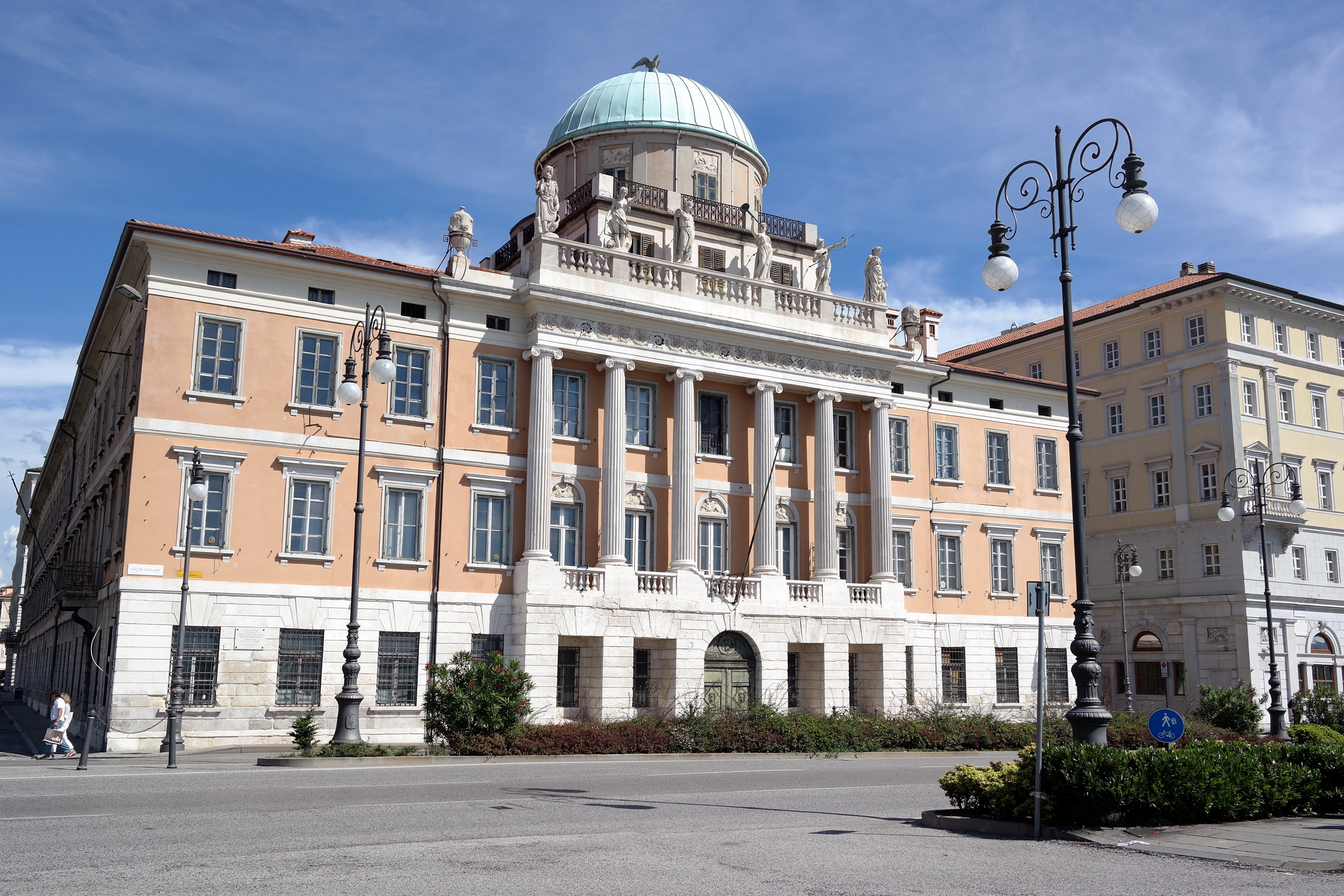
Palazzo Carciotti

Il sovrintendente alle costruzioni fu Giovanni Righetti e l'autore delle sculture fu Antonio Bosa, allievo di Antonio Canova. I lavori terminarono solo nel 1806 (nonostante in facciata compaia la data 1800); si sa per certo che Pertsch adottò in questo suo progetto le misure antincendio promulgate nel 1801.
Nel 1799, Pertsch partecipò al concorso indetto dal ceto mercantile per «erigere un edificio ad uno di Borsa, meritevole di testimoniare ai tardi nipoti la prosperità ed il trionfo delle conservate franchigie e la dichiarazione di porto franco colla trinità commerciale», ma l'Accademia di Parma preferì i disegni di Antonio Mollari. Secondo la testimonianza di Giovanni Righetti, però, nel progetto definitivo furono accettati alcuni suggerimenti del Pertsch.
Nello stesso anno iniziò i lavori al Teatro Nuovo di Trieste, progettato dal famoso architetto veneziano Giannantonio Selva (autore del Teatro La Fenice a Venezia): Pertsch, impegnato ancora nei lavori di Palazzo Carciotti, fu incaricato di realizzare un'imponente facciata in adattamento del nuovo piano imposto dal Governo di Vienna. Con questa opera architettonica Matteo Pertsch dimostrò la sua indipendenza artistica e la sua capacità di adattamento alle condizioni edilizie precostituite, nonostante il suo lavoro denoti sensibili somiglianze con il Teatro alla Scala del Piermarini e con altri esempi lombardi.
Una tra le opere più interessanti e originali del Pertsch è la Rotonda Pancera, edificio a facciata semicircolare. I lavori di costruzioni furono affidati al ticinese Giovanni Righetti. La costruzione della Rotonda è da datarsi, tra l'altro, attorno al 1805: questo spiegherebbe l'affinità stilistica col Palazzo Carciotti, terminato lo stesso anno.

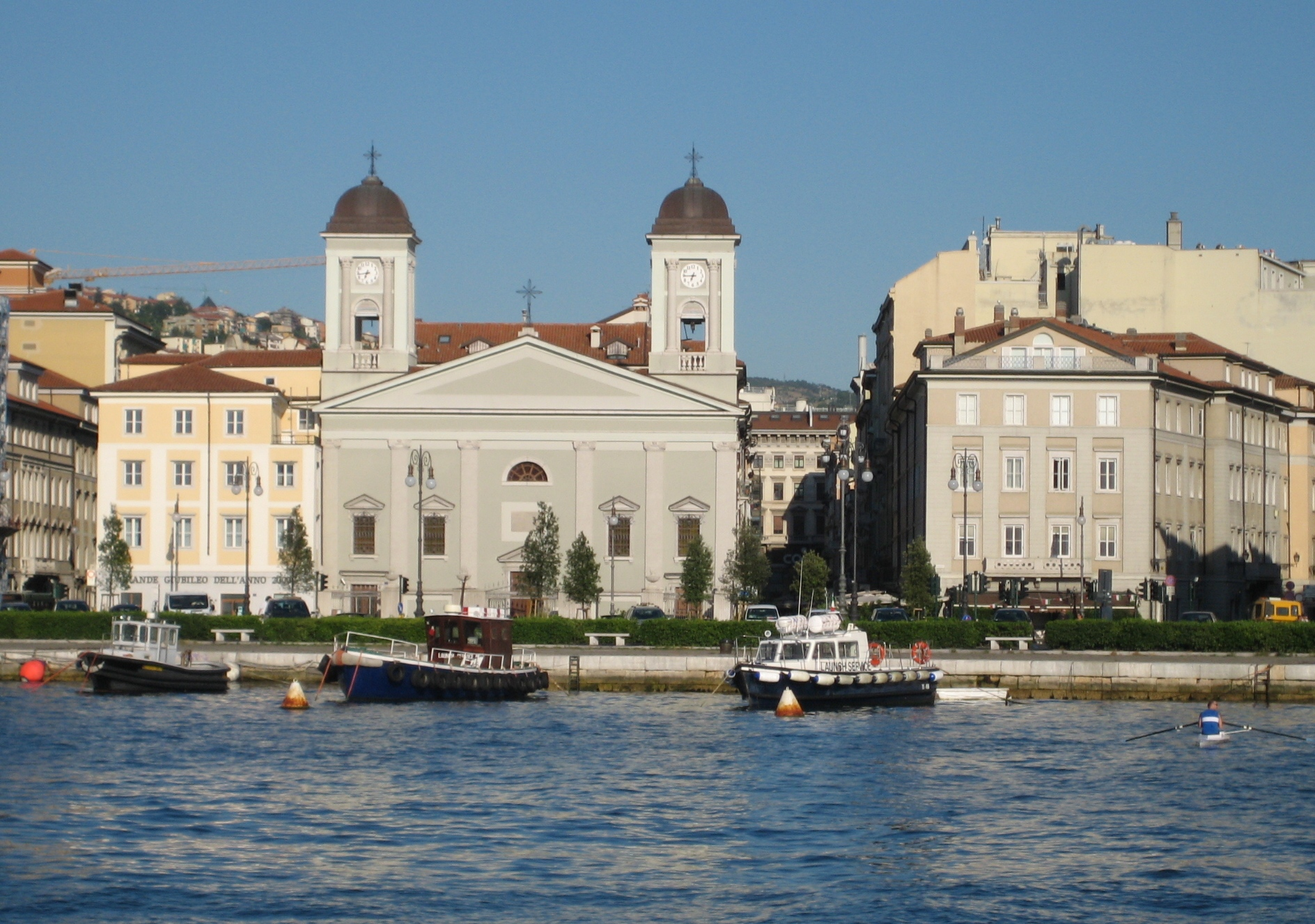
San Nicolò dei Greci

Nel 1807 Pertsch abbandonò Trieste in seguito all'occupazione francese per trasferirsi a Graz, guadagnando una certa fama anche in Stiria e in Carniola con opere sia pubbliche che private. Ritornò a Trieste nel 1817 per non allontanarsene più, continuando la fiorente attività che aveva lasciato dieci anni prima.
Una spiegazione per il gran numero di incarichi affidati al Pertsch all'inizio del XIX secolo ci viene ancora dal Righetti:
«Aveva quell'artista una profonda pratica nelle costruzioni che dava ai suoi lavori quella conveniente solidità, senza eccedere ad inutili e grandi spese, sapeva altresì ovviare ai difetti nei quali incorrono più volte i tecnici. A quanto ci consta egli fu uno dei primi che introducesse i più notevoli miglioramenti nelle costruzioni muratorie, e nei sistemi e forme dei ferramenti delle porte e finestre, come sarebbero le spagnolette, le bandelle e le toppe incassate nella grossezza del legno, ed altre. Per le quali cose egli salì in tanta reputazione, che ne era soverchiato di commissione tecniche-artistiche, e gli artieri tutti avevano in lui cotanta fiducia, che quasi ne era divenuto il comun padre o protagonista; e diversi furono i capi-maestri che da lui si formarono». Tra questi edifici possiamo ricordare la Casa Covacevich (già Mauroner - 1821), la Casa Steiner in Corso Italia (1824) e la cosiddetta Casa Recher (1833), demolita nel 1911.
Matteo Pertsch intervenne con progetti e proposte nella costruzione del cimitero cattolico di Sant'Anna attorno al 1822 e già prima aveva eseguito lavori di geometra nella parte nord-occidentale dello stesso, atti alla costruzione del cimitero della comunità  greco-orientale, per la quale progettò e costruì anche la facciata e due campanili della chiesa di San Nicolò (1819).
Dal 1820 la Deputazione di Borsa si rivolse a lui quale consigliere, perito o imprenditore per vari incarichi, affidandogli anche diversi progetti poi non realizzati per i più svariati motivi. 
Contrariamente a quanto detto da molti, il faro della Vecchia Lanterna non fu opera di Pietro Nobile ma del Pertsch, che presentò tra il 1824 e il 1831 almeno sei progetti per la realizzazione. Proprio nel 1831 Pietro Nobile, della Direzione Aulica delle Fabbriche di Vienna, avallò l'inizio dei lavori.
L'attività del Pertsch si orientò anche in altre direzioni: fu "stimatore di stabili e pubblico perito delle costruzioni" e intervenne nel pubblico interesse su diversi problemi e proposte per la costruzione delle carceri e per l'approvvigionamento dell'acqua potabile. Prestò la sua opera al Governo e al Magistrato e venne chiamato a far parte di varie commissioni comunali.  Per due anni tenne la cattedra di Architettura Civile alla Scuola reale e di nautica (inaugurata nel 1818). Fu inoltre accolto in molte Accademie in qualità di Membro d'Onore, come quella di San Luca in Roma (1825) e poi alle Belle Arti di Firenze (1825), Venezia (1826), Parma, Bologna e Napoli (1827).
La vasta esperienza in campo architettonico gli diede l'occasione di escogitare vere e proprie invenzioni, come ad esempio le canne fumarie di pietra forata al posto dei consueti camini in muratura, l'adozione di focolai economici e graticole di selezione delle spazzature. Tradusse dal tedesco il Saggio sulle proprietà e sugli effetti delle volte dell'architetto Karl Friedrich Meerwein, con una dedica al Conte Gabriele di Porcia e una prefazione.
Giuseppe Righetti disse di Pertsch: «Fu uomo ben versato nella storia delle arti, nella geometria, nella meccanica, ed anche nelle belle lettere. I suoi concetti architettonici sono graziosi, armonici, svariati e caratteristici al soggetto. Amava l'applicazione degli ordini nei scomparti nelle facciate con archi e finestre arcuate con bassorilievi, imposte e conciamenti di buone profilazioni e risentite.»
Nel 1802 Pertsch sposò Maddalena Vogel che gli diede quattro figli e tre figlie. Tre dei maschi seguirono le orme del padre sulla strada dell'arte, tra loro Nicolò continuò l'attività architettonica specialmente a Trieste, avendo ottenuto l'autorizzazione prescritta nel 1835.
L'allievo più importante di Matteo Pertsch fu Antonio Buttazzoni (1800-1848) che iniziò la carriera nel suo studio e frequentò per più di due anni l'Accademia di Brera. L'influenza del maestro non fu mai nascosta da Buttazzoni, che dal 1824 lavorò molto, soprattutto a Lubiana.
Nonostante gli atteggiamenti spesso non accomodanti verso le autorità e gli screzi accidentali con i propri colleghi (tra cui Pietro Nobile e Giuseppe Sforzi), Matteo Pertsch godeva a Trieste della massima considerazione sia nel settore pubblico che in quello privato. Giuseppe Righetti fornì, a tal proposito, alcune interessanti informazioni sulla persona del Pertsch: «Il carattere di M. Pertsch era quale lo preconizza Vitruvio agli architetti; cioè onesto, leale, prudente, benefico, affabile e manieroso con tutti senza ostentazione: ascoltava e ne faceva profitto delle altrui opinioni e consigli; sapeva distinguere le capacità e proteggerle, trovare i virtuosi e divenirne amico. Tanto era addottrinato nell'arte, che diede alla luce un'interessante operetta intorno alla costruzione delle volte, se ben la memoria non c'inganna. Siccome poi in età provetta era sofferente in salute, eccedeva bensì talora in causticità ed irritazione, ma tosto se ne ricomponeva.»
Matteo Pertsch morì in seguito ad una lunga malattia all'età di circa 60 anni l'11 aprile 1834.